# Kouzelná Beruška a Černý kocour (2. řada)
Druhá řada počítačem animovaného seriálu Kouzelná Beruška a Černý kocour je pokračování první řady tohoto seriálu.
20. listopadu 2015 byl seriál prodloužen o druhou a třetí řadu. Druhá řada měla světovou premiéru 11. prosince 2016 ve Francii, kdy byl odvysílán vánoční speciál na stanici TF1. Oficiální světovou premiéru měla 21. října 2017 ve Španělsku na stanici Disney Channel. Ve Francii byla oficiální premiéra druhé řady 26. října 2017 na TF1.
V Česku byl vánoční speciál odvysílán  6. prosince 2017 na Disney Channel a oficiální premiéra byla 12. března 2018. Řada má celkem 26 dílů.

## Děj
Marinette se snaží získat srdce své tajné lásky Adriena, ale plány jí zkazí Lišaj a jeho oběti posedlé akumou. Soupeři jsou čím dál silnější a tak Marinette a Adrienovi přichází na pomoc noví hrdinové. Podaří se Kouzelné Berušce a Černému kocourovi společně s novými parťáky zastavit Lišaje a znovu tak zachránit Paříž?

## Obsazení

### Hlavní postavy
- Anouck Hautbois jako Marinette Dupain-Chengová / Kouzelná Beruška
- Benjamin Bollen jako Adrien Athanase Agreste / Černý kocour
- Antoine Tomé jako Gabriel Agreste / Lišaj
- Marie Nonnenmacher jako Tikki
- Thierry Kazazian jako Plagg
- Fanny Bloc jako Alya Césaireová / Rena Rouge

### Vedlejší postavy
- Alexandre Nguyen jako Nino Lahiffe / Želvák a Lê Chiến Kim
- Marie Chevalot jako Chloé Bourgeoisová / Včelí královna
- Marie Nonnenmacher jako Sabrina Raincomprix, Manon Chamacková, Juleka Couffaine, Ella Césaireová a Alix Kubdelová
- Nathalie Homs jako Nathalie Sancoeur / Mayura, Marlena Césaireová
- Eric Peter jako Otis Césaire
- Gilbert Levy jako Adrienův bodyguard, starosta André Bourgeois, pan Damocles a mistr Wang Fu
- Franck Tordjman jako Alec Cataldi, Fred Haprèle, Ivan Bruel, Nathaniel Kurtzberg, Wayzz a Théo Barbot
- Emmylou Homs jako Pollen
- Jessie Lambotte jako Caline Bustierová, Mylène Haprèle, Nadja Chamacková, Rose Lavillantová, Etta Césaireová a Sabine Chengová
- Matthew Géczy jako Jagged Stone
- Martial Le Minoux jako Max Kanté, Roger Raincomprix, sluha Jean, Nooroo a Tom Dupain
- Philippe Roullier jako zmrzlinář André
- Céline Melloul jako Audrey Bourgeoisová
- Clara Soares jako Kagami Tsurugi
- Maxime Baudouin jako Luka Couffaine

### Hostující postavy
- Alexandre Nguyen jako Marc Anciel, Sass a robot Markov
- Philippe Roullier jako pan Kubdel
- Thierry Kazazian jako Armand D'Argencourt
- Gilbert Levy jako Bob Roth
- Nathalie Homs jako Arlette, Gina Dupain a paní Mendeleievová
- Franck Tordjman jako Jalil Kubdel a Xavier Ramier
- Clara Soares jako Lila Rossi, nepojmenovaný chlapec, Ondine, Clara Sýkorka a Clara Contardová
- Geneviève Doang jako Aurore Beauréalová
- Marie Nonnenmacher jako Mireille Caquetová a Longg
- Jessie Lambotte jako Barkk
- Tony Marot jako Daizzi a Wayhem
- Fanny Bloc jako Kaalki
- Marc Bretonnière jako Stompp
- William Coryn jako Trixx a Xuppu
- Céline Melloul jako Nora Césaireová a Ziggy
- Caroline Mozzone jako Roaar
- Anne-Charlotte Piau jako Penny Rollingová
- Laura Préjean jako Anarka Couffaine a Chlupáč
- Caroline Combes jako August
- Philippe Candeloro jako Philippe
- Martial Le Minoux jako počítač Albert a Santa Claus
- Jun Violet jako obličej akumatizované verzi počítače jménem Albert (cameo)
- Wilfried "Winny" Pain jako Sapotci (cameo)
- Frédérique Marlot jako Tomoe Tsurugi (pouze hlas)

## Seznam dílů
| Č. v seriálu | Č. v řadě | Původní název                                                                          | Český název                                | Režie                                               | Scénář                                                                              | Premiéra ve Francii | Premiéra v ČR      | Prod. kód |
| --- | --------- | -------------------------------------------------------------------------------------- | ------------------------------------------ | --------------------------------------------------- | ----------------------------------------------------------------------------------- | ------------------- | ------------------ | --------- |
| 27 | 1         | A Christmas Special / Santa Claws Pire Noël                                            | Santanáš                                   | Thomas Astruc                                       | námět: Jeremy Zag scénář: Thomas Astruc, Fred Lenoir a Sébastien Thibaudeau         | 11. prosince 2016   | 6. prosince 2017   | 226       |
| Jsou Vánoce! Během rodinných příprav na Štědrý den chce Adrien uspořádat své první Vánoce bez matky. Když si myslel, že letos jeho otec nechce slavit Vánoce, je smutný, transformuje se v Černého kocoura a uteče, aby utišil svůj vztek. Jeho otec, Gabriel Agreste, zjistí, že není ve svém pokoji a začne mít strach, že se mu něco stalo. Jakmile se to Marinette dozví, okamžitě se promění v Kouzelnou Berušku a začne hledat Adriena. Když ho konečně najde ve společnosti Santa Clause, začne si myslet, že je akumatizován a ohrožuje chlapce. Zaslepena láskou k svému příteli, je Kouzelná Beruška negativní a zlá na Santu, který se tak stane další obětí Lišaje. Jako superpadouch je rozhodnut udělat této Vánoce nejhorší v celé historii Paříže. Zachrání Kouzelná Beruška a Černý kocour Vánoce?    |           |                                                                                        |                                            |                                                     |                                                                                     |                     |                    |           |
| 28 | 2         | The Collector Le collectionneur                                                        | Sběratel                                   | Thomas Astruc a Wilfried Pain                       | Thomas Astruc, Matthieu Choquet, Fred Lenoir a Sébastien Thibaudeau                 | 26. října 2017      | 12. března 2018    | 201       |
| Když se Beruška snaží odhalit Lišajovu totožnost, Gabriel Agreste, Adrienův otec, je posednut akumou. Stává se tak z něj Sběratel. Podaří se Kouzelné Berušce a Černému kocourovi zastavit Sběratele a odhalit Lišaje? - Tento díl měl světovou premiéru 21. října 2017 ve Španělsku na stanici Disney Channel. |           |                                                                                        |                                            |                                                     |                                                                                     |                     |                    |           |
| 29 | 3         | Despair Bear Doudou Vilain                                                             | Zledvěd                                    | Thomas Astruc a Jun Violet                          | Thomas Astruc, Matthieu Choquet, Fred Lenoir, Nolwenn Pierre a Sébastien Thibaudeau | 27. října 2017      | 14. března 2018    | 204       |
| Chloé jen tak zavolá hasiče, aby překazila přípravu cukroví Marinettina táty. Když jsou všichni žáci za trest přinuceni uklízet ve škole, ona jediná, jakožto dcera starosty, nemusí. Jenže svým činem si všechny spolužáky znepřátelila, hlavně Adriena. Proto ji její sluha navrhne, aby pro ně připravila večírek a byla na ně milá. Což se ji daří, dokud ji sluha přede všemi neztrapní a ona ho nevyhodí. Zdrceného a smutného sluhu pak napadne akuma a z něj se stane Zledvěd. - Tento díl měl světovou premiéru 21. října 2017 ve Španělsku na stanici Disney Channel. |           |                                                                                        |                                            |                                                     |                                                                                     |                     |                    |           |
| 30 | 4         | Prime Queen Audimatrix                                                                 | Telestár                                   | Thomas Astruc a Christelle Abgrall                  | Thomas Astruc, Matthieu Choquet, Fred Lenoir a Sébastien Thibaudeau                 | 29. října 2017      | 13. března 2018    | 202       |
| Beruška s Kocourem se mají setkat v novém televizním pořadu Nadji Chamackové, která chce zvýšit sledovanost tím, že se snaží oba hrdiny přinutit potvrdit jejich romantický vztah. Když ho ale Beruška popře a z televize odejde, je Nadja dalším cílem Lišaje a jeho akumy, a tak se z ní stane Telestár. - Tento díl měl světovou premiéru 25. října 2017 v Portugalsku na stanici Disney Channel. |           |                                                                                        |                                            |                                                     |                                                                                     |                     |                    |           |
| 31 | 5         | Befana La Béfana                                                                       | Befana                                     | Thomas Astruc a Benoît Boucher                      | Thomas Astruc, Mélanie Duval a Sébastien Thibaudeau                                 | 30. října 2017      | 15. března 2018    | 208       |
| Marinette právě slaví čtrnácté narozeniny a její kamarádi jí chystají tajnou oslavu. Jenže na návštěvu přichází její babička a ta s ní chce strávit čas o samotě, jako každý rok. Jenomže si neuvědomuje, že Marinette už není malá holčička a Marinette se rozhodne jít na oslavu s kamarády. Smutná a zklamaná Gina je posedlá akumou a stává se z ní Befana. |           |                                                                                        |                                            |                                                     |                                                                                     |                     |                    |           |
| 32 | 6         | Riposte                                                                                | Riposta                                    | Thomas Astruc a Jun Violet                          | Thomas Astruc, Matthieu Choquet, Fred Lenoir a Sébastien Thibaudeau                 | 1. listopadu 2017   | 21. března 2018    | 207       |
| Marinette je svědkem šermířského turnaje mezi Adrienem a neznámým šermířem. A bohužel na Marinette je, aby jim řekla, kdo zvítězil. Jenže ona si není jistá a vítězem vyhlásí Adriena. Zklamaný neznámý šermíř odchází, ale Adrien ho vyzve na odvetný souboj. Vyklube se z něj dívka jménem Kagami Tsurugi, která souboj odmítne. Souboj ale přijímá Riposta. |           |                                                                                        |                                            |                                                     |                                                                                     |                     |                    |           |
| 33 | 7         | Robostus                                                                               | Robostus                                   | Thomas Astruc a Wilfried Pain                       | Thomas Astruc, Matthieu Choquet, Fred Lenoir a Sébastien Thibaudeau                 | 3. listopadu 2017   | 16. března 2018    | 211       |
| Max si sestavil robotického kamaráda s vlastním myšlením. Bohužel mu ho ředitel zabaví a naštvaný Markov je akumatizován v Robostuse. Jenže Robostus nechce mirákula dát Lišajovi, nýbrž je použít pro sebe. |           |                                                                                        |                                            |                                                     |                                                                                     |                     |                    |           |
| 34 | 8         | Gigantitan                                                                             | Gigantitán                                 | Thomas Astruc a Christelle Abgrall                  | Thomas Astruc, Matthieu Choquet, Fred Lenoir a Sébastien Thibaudeau                 | 26. listopadu 2017  | 19. března 2018    | 206       |
| Marinette plánuje společně se svými kamarádkami Alyou, Rose, Mylène, Julekou a Alix její rande s Adrienem, ale plány ji překazí obří mimino, které mezitím posedl Lišajův akuma. |           |                                                                                        |                                            |                                                     |                                                                                     |                     |                    |           |
| 35 | 9         | The Dark Owl Le Hibou Noir                                                             | Sýček                                      | Thomas Astruc a Jun Violet                          | Thomas Astruc, Matthieu Choquet, Fred Lenoir a Sébastien Thibaudeau                 | 10. prosince 2017   | 20. března 2018    | 213       |
| Poté, co je ředitel školy akumatizován, jsou Kouzelná Beruška a Černý kocour chyceni do pasti s cílem odhalit jejich pravou totožnost. - Cameo: Jun Violet jako obličej akumatizované verzi počítače jménem Albert. - Tento díl měl světovou premiéru 5. prosince 2017 ve Španělsku na stanici Disney Channel. |           |                                                                                        |                                            |                                                     |                                                                                     |                     |                    |           |
| 36 | 10        | Glaciator                                                                              | Zmrzlinátor                                | Thomas Astruc a Wilfried Pain                       | Thomas Astruc, Matthieu Choquet, Fred Lenoir a Sébastien Thibaudeau                 | 14. ledna 2018      | 22. března 2018    | 203       |
| Kocour pozve Berušku na hezky strávený večer, ale ona nedorazí, což ho zamrzí. Marinette jde totiž s přáteli najít Andrého a koupit si jeho zmrzlinu pro zamilované. Měl dorazit i Adrien, ale otec ho nepustil. Marinette je smutná a schytá to chudák André. Ten je pak akumatizován a stává se z něj Zmrzlinátor. Beruška tak musí zastavit nevinnou oběť a napravit svůj vztah s Kocourem. - Tento díl měl být původně vysílán na stanici TF1 (TFOU) 17. prosince 2017, ale kvůli produkčním problémům se tak nestalo. |           |                                                                                        |                                            |                                                     |                                                                                     |                     |                    |           |
| 37 | 11        | Sapotis                                                                                | Sapotci                                    | Thomas Astruc a Jun Violet                          | Thomas Astruc, Matthieu Choquet, Fred Lenoir a Sébastien Thibaudeau                 | 14. ledna 2018      | 23. března 2018    | 212       |
| Během přespávačky s Marinette, potrestá Alya její sestry dvojčata Ellu a Ettu, kteří se akumatizují do příšer, které se množí, když jedí. - Cameo: Wilfried "Winny" Pain jako hlas některých Sapotců. |           |                                                                                        |                                            |                                                     |                                                                                     |                     |                    |           |
| 38 | 12        | Gorizilla                                                                              | Gorizilla                                  | Thomas Astruc a Benoît Boucher                      | Thomas Astruc, Matthieu Choquet, Mélanie Duval a Sébastien Thibaudeau               | 13. května 2018     | 5. září 2018       | 210       |
| Adrienův otec si všimne podobnosti prstenů Adriena a Černého kocoura. Proto chce zjistit, zda jsou jedna a tatáž osoba. Využije k tomu Adrienova bodyguarda, kterého promění na Gorizillu. Adrien, jenž utekl z domu, aby se mohl podívat na film v kině, je pronásledován horou fanoušků a svým strážcem. Ale naštěstí není sám. Společnost mu dělá Marinette, která se ho pak jako Beruška snaží uchránit před Gorizillou. Podaří se Adrienovi utajit svůj dvojí život? - Tento díl měl světovou premiéru 14. března 2018 v Kanadě na stanici Family Channel. |           |                                                                                        |                                            |                                                     |                                                                                     |                     |                    |           |
| 39 | 13        | Captain Hardrock Capitaine Hardrock                                                    | Kapitánka Rockerka                         | Thomas Astruc a Wilfried Pain                       | Thomas Astruc, Fred Lenoir, Jean-Remi Perrin a Sébastien Thibaudeau                 | 20. května 2018     | 3. září 2018       | 216       |
| V Paříži se koná hudební festival, na který chce Adrien strašně moc jít, ale jeho otec mu to nedovolí. Na festival se také těší Marinette a její přátelé, ale kvůli vysokému hluku mají problémy s policií, což se nelíbí Anarce Couffaine, mámě Juleky a Luky. Této nelibosti využije Lišaj a přemění ji na Kapitánku Rockerku, jejímž cílem je zničit všechny ostatní koncerty. - Tento díl měl světovou premiéru 30. března 2018 v USA naNetflixu. Také měl premiéru v Kanadě na stanici Family Channel. |           |                                                                                        |                                            |                                                     |                                                                                     |                     |                    |           |
| 40 | 14        | Zombizou                                                                               | Zombizou                                   | Thomas Astruc a Wilfried Pain                       | Thomas Astruc a Wilfried Pain                                                       | 27. května 2018     | 7. září 2018       | 215       |
| Slečna Bustierová má narozeniny. Chloé, jako každý rok, na ně zapomněla a tak zničí Marinettin dárek. Marinette je poslaná na chodbu, aby vychladla, ale Lišaj už mezitím stihl vyvolat akumu, aby Marinette posedl. Místo ní je ale akumatizovaná paní učitelka. Kouzelná Beruška a Černý kocour tak musí porazit Zombizou a ochránit Chloé před "pusinkou". - Tento díl měl světovou premiéru 13. dubna 2018 v Kanadě na stanici Family Channel. |           |                                                                                        |                                            |                                                     |                                                                                     |                     |                    |           |
| 41 | 15        | Syren                                                                                  | Syréna                                     | Thomas Astruc a Benoît Boucher                      | Thomas Astruc, Mélanie Duval, Fred Lenoir a Sébastien Thibaudeau                    | 3. června 2018      | 6. září 2018       | 214       |
| Poté, co půjde Kim do kina s někým jiným, je talentovaná plavkyně Ondine akumatizovaná v Syrénu, která neváhá proměnit Paříž v podmořské království pro jejího prince. - Tento díl měl světovou premiéru 5. května 2018 ve Španělsku na stanici Disney Channel. |           |                                                                                        |                                            |                                                     |                                                                                     |                     |                    |           |
| 42 | 16        | Frightningale Rossignoble                                                              | Děsýkorka                                  | Thomas Astruc, Christelle Abgrall a Jeremy Paoletti | Thomas Astruc, Matthieu Choquet, Fred Lenoir a Sébastien Thibaudeau                 | 10. června 2018     | 4. září 2018       | 209       |
| Slavná zpěvačka přijela do Paříže natočit nový videoklip o Berušce a Kocourovi, které měli hrát právě Marinette a Adrien. Jenže díky Chloé je Clara akumatizovaná v Děsýkorku, která dokáže proměnit lidi v sochy. Podaří se Kouzelné Berušce a Černému kocourovi porazit Děsýkorku, když padnou pod její vliv a tak musí tančit a zpívat, aby se z nich nestali sochy? - Tento díl měl světovou premiéru 12. května 2018 ve Španělsku na stanici Disney Channel. |           |                                                                                        |                                            |                                                     |                                                                                     |                     |                    |           |
| 43 | 17        | Troublemaker L'insaisissable                                                           | Potížistka                                 | Thomas Astruc a Wilfried Pain                       | Thomas Astruc, Matthieu Choquet, Fred Lenoir, Nolwenn Pierre a Sébastien Thibaudeau | 17. června 2018     | 12. listopadu 2018 | 205       |
| Slavný rocker Jagged Stone přijede do pekárny Marinettina táty natočit televizní pořad. Vše jde podle plánu, dokud Jagged omylem s celým štábem nevstoupí do Marinettina pokoje, kde má Marinette fotky Adriena. Marinette okamžitě přiběhne a prosí Jaggedovu asistentku Penny, ať je okamžitě vyhodí. Tá to nevydrží, ztrácí nervy, je akumatizovaná a stává se zní Potížistka. - Tento díl měl světovou premiéru 16. května 2018 ve Španělsku na stanici Disney Channel. Také měl premiéru v Portugalsku na stanici Disney Channel. |           |                                                                                        |                                            |                                                     |                                                                                     |                     |                    |           |
| 44 | 18        | Anansi                                                                                 | Křižák                                     | Thomas Astruc a Benoît Boucher                      | Thomas Astruc, Mélanie Duval, Fred Lenoir a Sébastien Thibaudeau                    | 23. září 2018       | 21. listopadu 2018 | 221       |
| Nora, Alyiina starší sestra, je akumatizovaná v Křižáka, obrovskou pavoučí ženu, která se rozhodne Alyii ukázat, jak může být Paříž nebezpečná. - Tento díl měl světovou premiéru 10. září 2018 v Kanadě na stanici Family Channel. |           |                                                                                        |                                            |                                                     |                                                                                     |                     |                    |           |
| 45 | 19        | Sandboy Le Marchand de Sable                                                           | Písečník                                   | Thomas Astruc a Jun Violet                          | Thomas Astruc, Mélanie Duval, Fred Lenoir a Sébastien Thibaudeau                    | 30. září 2018       | 22. listopadu 2018 | 223       |
| Nooroo, Lišajův kwami, má narozeniny a Tikki, Plagg a Wayzz se rozhodnou s ním spojit. Mezitím Lišaj akumatizoval malého chlapce v Písečníka, padoucha, který dokáže oživit noční můry. Dokážou Marinette a Adrien ovládnout svůj strach a porazit Písečníka? - Tento díl měl světovou premiéru 24. září 2018 v Kanadě na stanici Family Channel. |           |                                                                                        |                                            |                                                     |                                                                                     |                     |                    |           |
| 46 | 20        | Reverser Inverso                                                                       | Měnič                                      | Thomas Astruc a Benoît Boucher                      | Thomas Astruc a Fred Lenoir                                                         | 7. října 2018       | 14. listopadu 2018 | 220       |
| Student jménem Marc je akumatizován v Měniče. Přesvědčen, že Marinette a Nathaniel z něj udělali hlupáka, se rozhodne pro pomstu. Budou Kouzelná Beruška a Černý kocour schopní zvrátit situaci? - Tento díl měl světovou premiéru 23. července 2018 v Kanadě na stanici Family Channel. |           |                                                                                        |                                            |                                                     |                                                                                     |                     |                    |           |
| 47 | 21        | Frozer Le Patineur                                                                     | Ledař                                      | Thomas Astruc a Jeremy Paoletti                     | Thomas Astruc, Mélanie Duval, Fred Lenoir a Sébastien Thibaudeau                    | 14. října 2018      | 13. listopadu 2018 | 217       |
| Trenér krasobruslení jménem Philippe je akumatizován v Ledaře. Pomocí ďábelských bruslí promění Paříž v ledové království. Beruška s Kocourem tak musí použít nové schopnosti, aby ho zastavili. - Speciální host: Philippe Candeloro jako Philippe / Ledař (Frozer) ve francouzské verzi. - Tento díl měl světovou premiéru 12. října 2018 ve Brazílii na stanici Gloob. - Francouzská verze byla poprvé vysílaná 13. října 2018 ve Švýcarsku na stanici RTS Deux. |           |                                                                                        |                                            |                                                     |                                                                                     |                     |                    |           |
| 48 | 22        | Style Queen (Queen's battle - Part 1) Style Queen (Le combat des Reines - 1ère partie) | Stylovna (Bitva královny: První část)      | Thomas Astruc a Jun Violet                          | Thomas Astruc, Matthieu Choquet, Fred Lenoir a Sébastien Thibaudeau                 | 21. října 2018      | 15. listopadu 2018 | 218       |
| Poté, co je Chloéina matka ponížena Gabrielem Agrestem, je akumatovaná a jako Stylovna napadne Gabrielova syna Adriena. Zvládne Kouzelná Beruška porazit Stylovnu, když Černý kocour není k dispozici, aby ji pomohl? - Tento díl měl světovou premiéru 6. října 2018 ve Španělsku na stanici Disney Channel. Také měl premiéru v Portugalsku na stanici Disney Channel. - Francouzská verze byla poprvé vysílaná 13. října 2018 ve Švýcarsku na stanici RTS Deux. - Je to první část trilogie "Bitva královny". |           |                                                                                        |                                            |                                                     |                                                                                     |                     |                    |           |
| 49 | 23        | Queen Wasp (Queen's battle - Part 2) Queen Wasp (Le combat des Reines - 2ème partie)   | Vosí královna (Bitva královny: Druhá část) | Thomas Astruc a Wilfried Pain                       | Thomas Astruc, Matthieu Choquet, Fred Lenoir a Sébastien Thibaudeau                 | 21. října 2018      | 19. listopadu 2018 | 219       |
| Poté, co znovu ohrozil svého syna, se Gabriel Agreste rozhodne dál nepáchat zlo a vzdá se svého mirákula. Mezitím Audrey, Chloéina matka, pozve Marinette do New Yorku, což Chloé naštve. A tak se, ve snaze zapůsobit na svou matku, přede všema promění v superhrdinku jménem Včelí královna. Jenže její snaha je marná. Lišajovo mirákulum je opět aktivováno a Chloé, coby Včelí královna je akumatizovaná a stává se z ní Vosí královna. Zvládnou Beruška s Kocourem porazit superhrdinku přeměněnou na superpadoucha? - Tento díl měl světovou premiéru 6. října 2018 ve Španělsku na stanici Disney Channel. Také měl premiéru v Portugalsku na stanici Disney Channel. - Francouzská verze byla poprvé vysílána 14. října 2018 ve Švýcarsku na stanici RTS Deux. - Je to druhá část trilogie "Bitva královny". |           |                                                                                        |                                            |                                                     |                                                                                     |                     |                    |           |
| 50 | 24        | Malediktator Maledikteur                                                               | Velediktátor                               | Thomas Astruc a Benoît Boucher                      | Thomas Astruc, Matthieu Choquet, Fred Lenoir a Sébastien Thibaudeau                 | 28. října 2018      | 20. listopadu 2018 | 222       |
| Chloé se se svou matkou rozhodne navždy opustit Paříž a odejít do New Yorku. Všichni se radují a uspořádají mejdan. Mezitím starostu Bourgeoise posedne akuma a stane se z něj Velediktátor, který chce svou dceru donutit, aby s ním zůstala. - Tento díl měl světovou premiéru 12. října 2018 v Kanadě na stanici Family Channel. - Francouzská verze byla poprvé vysílaná 14. října 2018 ve Švýcarsku na stanici RTS Deux. - Je to třetí a poslední část trilogie "Bitva královny". |           |                                                                                        |                                            |                                                     |                                                                                     |                     |                    |           |
| 51 | 25        | Catalyst (Heroes' Day - Part 1) Catalyste (Le Jour des Héros - 1ère partie)            | Nathalie (Všední hrdinové: Část první)     | Thomas Astruc, Jun Violet a Jeremy Paoletti         | Thomas Astruc, Matthieu Choquet, Mélanie Duval, Fred Lenoir a Sébastien Thibaudeau  | 18. listopadu 2018  | 31. května 2019    | 224       |
| Je Den hrdinů. Každý ve městě oslavuje své hrdiny. Tedy až na Lilu, která dostane druhou šanci jako Volpina. Poté, co vytvořila iluzi, že Berušku posedl akuma a Černý kocour zemřel, se dobrovolně vzdá svého akumy. Lišaj pak akumatizuje svou asistentku v Nabíječku a ta mu dá novou moc. Stává se z něj Šarlatový Lišaj, který vytvoří armádu superpadouchů. Beruška s Kocourem musí zvolat celý tým, aby Lišaje porazili. - Tento díl měl světovou premiéru 21. října 2018 ve Švýcarsku ve francouzštině na stanici RTS Deux. - Je to první část speciálu "Den hrdinů". |           |                                                                                        |                                            |                                                     |                                                                                     |                     |                    |           |
| 52 | 26        | Mayura (Heroes' Day - Part 2) Mayura (Le Jour des Héros - 2ème partie)                 | Nathalie (Všední hrdinové: Část druhá)     | Thomas Astruc, Benoît Boucher a Jun Violet          | Thomas Astruc, Matthieu Choquet, Mélanie Duval, Fred Lenoir a Sébastien Thibaudeau  | 18. listopadu 2018  | 31. května 2019    | 225       |
| Po událostech v předchozím díle, Kouzelná Beruška, Černý kocour, Rena Rouge, Želvák a Včelí královna bojují s Lišajovou armádou superpadouchů, kteří jsou ale moc silní. Zvládnou Kouzelná Beruška a Černý kocour porazit Lišaje, když jsou superhrdinové Rena Rouge, Želvák a Včelí královna akumatizovaní v Renu Vzteklou, Bouchače a Vosí královnu? - Speciální host: Philippe Candeloro jako Philippe / Ledař (Frozer) ve francouzské verzi. - Tento díl měl světovou premiéru 3. listopadu 2018 ve Švýcarsku ve francouzštině na stanici RTS Deux. - Je to druhá a poslední část speciálu "Den hrdinů". |           |                                                                                        |                                            |                                                     |                                                                                     |                     |                    |           |